# 日本の地理学
本記事では日本の地理学（にほんのちりがく）について解説する。

## 歴史

### 近代
近代日本の地理学の発展は、国民教育における地理教育から始まる。学校教育では、1872年に発布された学制に伴い、小学校で地理教育が行われるようになった。また、師範学校でも地理は重要な科目となった。
このほか、福沢諭吉、内田正雄による地理学の啓蒙、新渡戸稲造、内村鑑三、志賀重昂など札幌農学校出身者や、牧口常三郎など在野の地理学者によるヨーロッパ地理学の紹介がみられた。
アカデミー地理学は、1902年に山崎直方が東京高等師範学校教授に就任することで成立した。大学における地理学講座の設置は、1907年の京都帝国大学文科大学史学科（現京都大学文学部）が最古である。次いで1911年に東京帝国大学理科大学地質学科（現東京大学理学部）に地理学講座が設置され、1919年には理学部地理学科として独立した学科となった。1929年には東京文理科大学（現筑波大学）に地理学教室が設置されるとともに、有力な私立大学の地理学教室も同時期に開設された。当時の東京帝国大学ではドイツ地理学の影響を受けた景観研究が、京都帝国大学では歴史地理学や地理学史の研究が、東京文理科大学では地域性の解明を目標とする地誌学の研究が中心となった。
当時は隣接分野にあたる地質学や歴史学と比べて学界の人数が少なく、後れをとっていた。学会活動でも、隣接分野と結びついた学会に所属し、学会発表や論文投稿（『地学雑誌』や『歴史と地理』など）を行っていた。しかし、1925年に日本地理学会が設立されたのち、『地理学評論』が創刊された。これにより、日本でも地理学専門雑誌が刊行されるようになった。

### 現代
第二次世界大戦後の改革を受け、地理学科卒業生による国土図、海図作成への関与および公務員への進出、教育面では中等教育における社会科地理の誕生、大学教養教育における地理学の位置づけなど地理学界に影響を及ぼした。新制大学制度導入に伴い、日本全国で地理学教室の数が増えたとともに、地方地理学会の設立、地理学関係出版物の増加がみられた。
近年では、大学の改組に伴い、地理学教室の解体や他分野との統合が進められ、「地理」を冠する学科・専攻をもつ大学は減少した。少子化による教員養成課程の縮小や教養部の廃止も進められた。一方、地域、環境、国際文化などの新規学部・学科、あるいは観光系、情報系の学部の教員として地理学者が所属する事例が増え、「地理」を冠さない組織でも研究・教育が行われるようにもなってきた。このため、地理学を学べる大学がどこか組織名だけではわかりにくくなってきている。　　

## 大学
日本の大学で地理学を専攻するコースは、主に文学部、理学部、教育学部に設置されている。国公立大学では、歴史的経緯から東日本では理学部系に、西日本では文学部系に設置されていることが多い。教育学部はかつての師範学校に由来する。私立大学では文学部に設置されていることが多い。

## 学会
| 学会名               | 学会誌                                                         |
| -------------------- | -------------------------------------------------------------- |
| 日本地理学会         | 地理学評論 Geographical Review of Japan Series B E-journal GEO |
| 東京地学協会         | 地学雑誌                                                       |
| 人文地理学会         | 人文地理                                                       |
| 経済地理学会         | 経済地理学年報                                                 |
| 東北地理学会         | 季刊地理学                                                     |
| 地理科学学会         | 地理科学                                                       |
| 歴史地理学会         | 歴史地理学                                                     |
| 地理情報システム学会 | GIS-理論と応用                                                 |
| 日本地理教育学会     | 新地理                                                         |
| 日本地形学連合       | 地形                                                           |

日本の地理学の主要な学会として、日本地理学会、東京地学協会、人文地理学会、経済地理学会、東北地理学会、地理科学学会、歴史地理学会、地理情報システム学会、日本地理教育学会、日本地形学連合などが挙げられる。各学会は学会誌を刊行している。
これらの全国規模の学会のほかに、特定の地方や都道府県、大学関係者を中心とする学会も存在する。
学会連携として、1999年には地理関連学会連合が、2006年には人文・経済地理及び地域教育関連学会連携協議会（現人文・経済地理関連学会協議会）が設立された。その後2009年に地理学連携機構が設立された。また、地理学系学会の多くは日本地球惑星科学連合に加盟しているとともに、地理学者は主に地球人間圏科学セクションで活動している。